# Iris Van Hoof
Iris Van Hoof (Keulen, 27 april 1978) is een Vlaamse zangeres en presentatrice.
Van Hoof werd bekend toen ze als een van de winnaars uit de bus kwam bij de Vlaamse versie van Popstars. Als deel van de groep VandaVanda scoorde ze een hit met Sunshine After The Rain. Later vertrok Iris Van Hoof en ging de groep nog een tijdje verder onder de naam Quatro. Voor de VT4 heeft zij de programma's Staat Het Erop? (2001), Get the Picture (2002) en enkele kinderprogramma's gepresenteerd.
Van Hoof was regelmatig te horen op Radio 2 Limburg. Later was ze weer regelmatig nationaal te horen, tijdens de Radio2 Vlaamse 30 en KickStart op Radio2. In 2023 stapte ze over naar Nostalgie, waar ze producer werd.

## Privé
Iris Van Hoof heeft twee kinderen.